# Canal de Saint-Maurice
Le canal de Saint-Maurice était un canal du Val-de-Marne. La section de l'autoroute A4 passant par les communes de Saint-Maur des Fossés, Saint-Maurice et Charenton-le-Pont est à son emplacement. Il reliait le canal de Saint-Maur à la Seine tout en évitant la dernière section de la Marne avant sa confluence, caractérisée par sa pente rapide. C'était donc un canal latéral à la Marne.

## Histoire
Le canal d'une longueur de 3,9 km a été mis en service le 1er novembre 1864, alors que le projet remontait à 1848. 
Des ouvriers des ateliers nationaux ont été employés à sa construction de 1848 à 1851.
Il possédait deux écluses : l'une, l'écluse de Gravelle en amont et l'autre à Charenton en aval une centaine de mètres en aval du confluent de la Marne et de la Seine à l'extrémité de l'île Martinet. 
Il comportait un pont canal un peu en amont du pont de Charenton, au débouché sur la Marne du bras de Gravelle à Saint-Maurice, bras secondaire de la rivière et un deuxième sur ce bras à l'endroit où celui-ci provient du cours principal en amont de l'île des Corbeaux, actuellement pont routier entre la place de l'écluse et le quai de Bir-Hakeim à Saint-Maurice.
Il était longé en rive gauche par un chemin de halage de 5 mètres de large bordé de rangées de platanes établi sur une digue insubmersible construite par la réunion d'ilots dans le cours de la Marne. 
La navigation sur la Marne du confluent au canal de Saint-Maur étant devenue possible depuis la construction en 1933 de l'écluse de Saint-Maur après celle de Saint-Maurice en 1910  rend le canal sans utilité. 
C'est pourquoi il est remblayé en 1953-1954 pour la construction de la route nationale 4 remplacée en 1974 par la large  autoroute A 4.

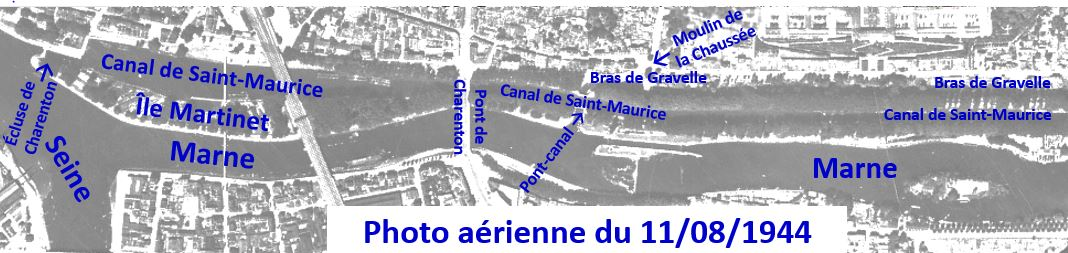

## Vestiges

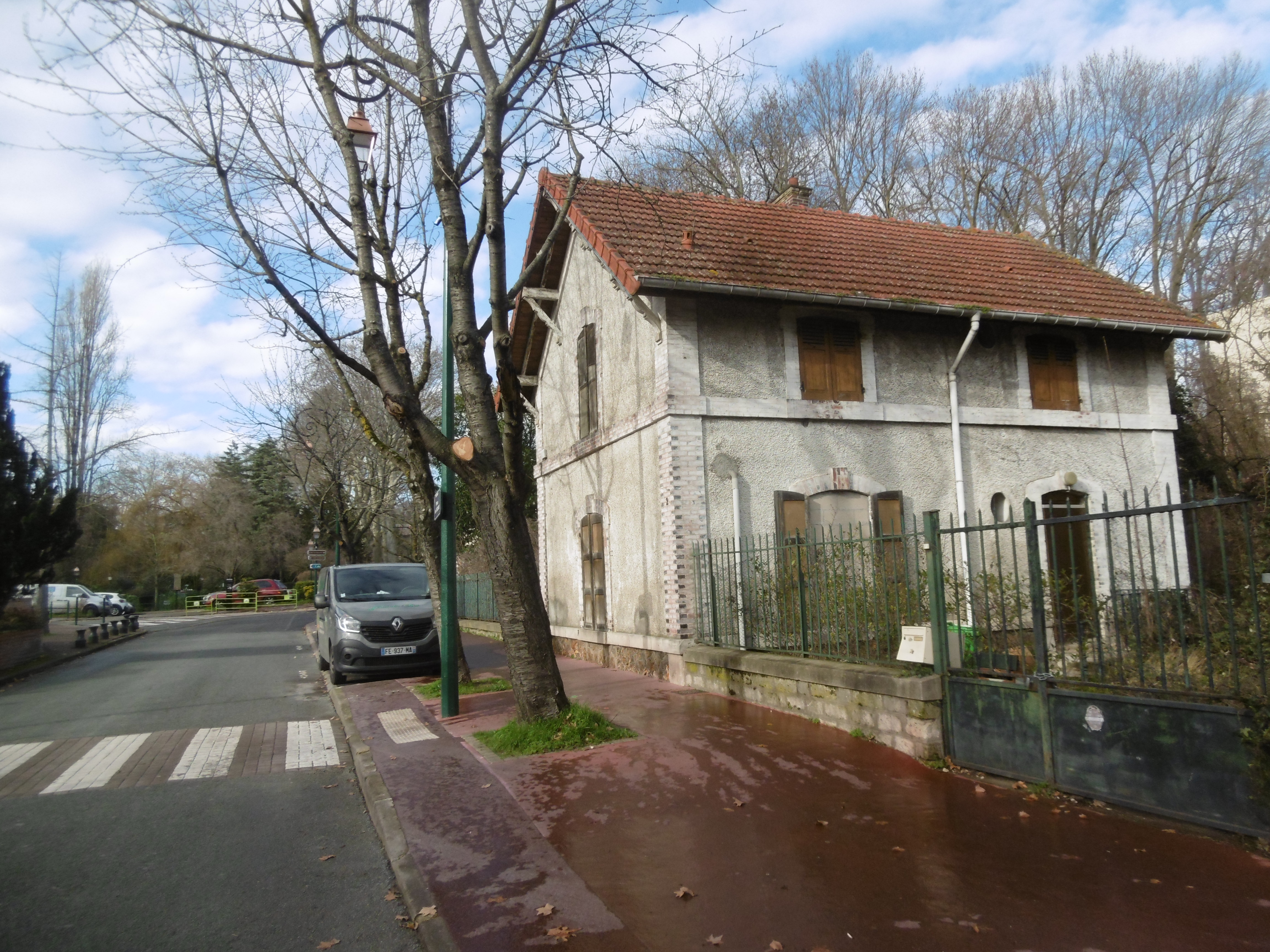
Maison éclusière de l'ancien canal de Saint-Maurice quai Bir-Hakeim à Saint-Maurice

Dans sa plus grande partie, le  canal est enfoui sous l'autoroute et n'en reste aucune trace en aval du pont de Charenton autre que le toponyme du chemin de l'ancienne écluse à Charenton mais quelques vestiges sont visibles dans sa partie est. 
- Les arbres le long du mur de l'autoroute qui surplombe le chemin de service VNF et voie verte sont ceux qui bordaient la berge  côté Marne.

- La rangée d'arbres de l'allée Jean-Biguet à Saint-Maurice, impasse qui se termine près de l'échangeur autoroutier, est celle qui longeait la berge nord.

- Le square Jean-Biguet, la place de l'écluse et les terrains de tennis de l'allée Bir-Hakeim à Saint-Maurice sont établis à son emplacement.

- L'ancienne maison de l'écluse de Gravelle, quai Bir-Hakeim subsiste.

- La darse qui aboutit au canal de Saint-Maur est la seule partie restée en eau.

## Canal Saint-Maurice dans la littérature
L'action du roman L'Écluse numéro 1 de Simenon se déroule en 1933 principalement dans le milieu des mariniers dont les péniches étaient amarrées dans le bassin du canal Saint-Maurice, nommé « canal de la Marne », entre l'île Martinet et le quai des Carrières, en amont de l'écluse de Charenton.